# Sierning
Sierning è un comune austriaco di 9 217 abitanti nel distretto di Steyr-Land, in Alta Austria; ha lo status di comune mercato (Matrktgemeinde).